# Milutin Milanković
Milutin Milanković -en serbi, Милутин Миланковић- (Dalj, 28 de maig de 1879 – 12 de desembre de 1958) va ser un matemàtic, astrònom, climatòleg i geofísic serbi que va donar dues contribucions fonamentals a la ciència mundial. La primera contribució va ser la del "Cànon de la insolació de la Terra", la qual caracteritza el clima de tots els planetes del sistema solar. La segona contribució és l'explicació del canvis en el clima de la Terra a llarg termini causada pels canvis en la posició de la Terra comparada amb el Sol, actualment coneguda com a cicles de Milanković. Això explica els períodes glacials del passat i els canvis del clima en el futur.

## Joventut

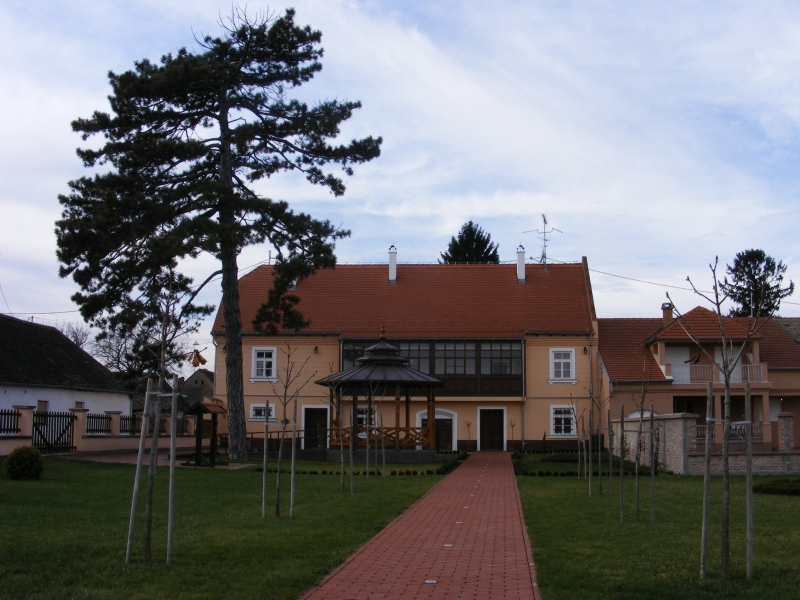
Casa a Dalj on nasqué Milanković

Milutin Milanković nasqué a la població de Dalj, situada a la riba del Danubi aleshores part de l'imperi Austrohongarès i actualment part de Croàcia). Va completar els estudis secundaris a Osijek el 1896.
L'octubre de 1896 es traslladà a Viena per estudiar enginyeria civil a la Universitat de tecnologia, es graduà amb distincions l'any 1902. Es doctorà als 25 anys amb una tesi sobre la «teoria de les corbes de pressió» (Beitrag zur Theorie der Druck-kurven) que resulta útil en la construcció de ponts i altres estructures.
A partir de 1905, Milanković s'associa amb Adolf Baron Pittel Betonbau-Unternehmung per posar en pràctica les seves teories en la construcció amb ciment reforçat. El 1909 se li va oferir la càtedra de matemàtica, mecànica i física aplicada a la Universitat de Belgrad.

## Radiació solar
Quan estudià el treball del climatòleg Julius von Hann, Milanković va prestar atenció a les edats glacials de la terra que aleshores estaven sense explicació. Milanković cercà la solució d'aquest problema en el camp de la geometria esfèrica, la mecànica celeste, i la física teòrica.
Va fer la seva primera publicació sobre aquest tema Sobre la Teoria matemàtica del Clima a Belgrad el 1912. L'any següent publicà Distribució de la Radiació Solar sobre la superfície de la Terra. Calculà correctament la intensitat de la insolació i desenvolupà una teoria matemàtica per a descriure les zones climàtiques de la Terra.
A l'inici de la Primera Guerra Mundial va ser arrestat com a ciutadà serbi i internat a Neusiedl am See.
Després de la Primera Guerra Mundial Milanković tornà a Belgrad amb la seva família continuant com a professor universitari i amb les seves publicacions sobre teoria matemàtica i climatologia.
Els treballs de Vilhelm Bjerknes el 1904, Milanković el 1920, i Lewis Fry Richardson el 1922 són els fonaments de la moderna predicció numèrica del temps.

## Cicles glacials
Milanković considerà tres moviments cíclics en la Terra: excentricitat (cicle de 100.000-anys - Johannes Kepler, 1609), oscil·lació axial de la Terra (cicle de 41.000-anys –de 22,1° a 24,5°; Actualment l'estimació de l'angle és de 23.5°), i la precessió axial (cicle de 23.000-anys - Hiparc de Nicea, 130 aC).